# Richard Altmann
Richard Altmann (12 tháng 3 năm 1852 - 8 tháng 12 năm 1900) là một nhà nghiên cứu bệnh học và mô học người Đức đến từ Deutsch Eylau ở tỉnh Phổ.
Altmann học y khoa ở Greifswald, Königsberg, Marburg, và Giessen, lấy bằng tiến sĩ tại Đại học Giessen vào năm 1877. Sau đó, ông làm giám khảo tại Leipzig, và năm 1887 trở thành giáo sư giải phẫu học. Ông qua đời ở Hubertusburg năm 1900 vì chứng rối loạn thần kinh.
Ông đã cải tiến các phương pháp cố định, ví dụ, dung dịch kali dicromat và osmi tetroxide.  Sử dụng phương pháp đó cùng với kỹ thuật nhuộm mới áp dụng axit-fuchsin tương phản với axit picric trong quá trình gia nhiệt tinh vi, ông đã quan sát thấy các sợi ở gần như tất cả các loại tế bào, được phát triển từ các hạt. Ông đặt tên cho các hạt là "nguyên bào sinh học", và giải thích chúng là đơn vị sống cơ bản, có quyền tự chủ về trao đổi chất và di truyền, trong cuốn sách năm 1890 "Die Elementarorganismen" ("Sinh vật sơ cấp").  Lời giải thích của ông đã thu hút nhiều sự hoài nghi và chỉ trích gay gắt.   Các hạt của Altmann hiện nay được cho là ti thể.
Ông được ghi nhận là người đặt ra thuật ngữ "axit nucleic" vào năm 1889, thay thế thuật ngữ "nuclein" của Friedrich Miescher khi người ta chứng minh rằng nuclein có tính axit.

## Sách
- Über Nucleinsäuren. Archiv für Anatomie und Physiologie. Physiologische Abteilung. Leipzig, 1889.
- Zur Geschichte der Zelltheorien ("The history of cell theories"). Ein Vortrag. Leipzig, 1889.
- Die Elementarorganismen, 1890.